# دارخزک‌های دوردست
دارخزک‌های دوردست (نام علمی: Oreomystis) نام یک سرده از تیره سهره است.

## گونه‌ها
- دارخزک کائوآئی (Oreomystis bairdi)
- Hawai'i Creeper (Oreomystis mana)